# Wetterhäuschen (Quedlinburg)
Das Wetterhäuschen ist eine denkmalgeschützte Wettersäule in der Stadt Quedlinburg in Sachsen-Anhalt.
Es befindet sich östlich des Alten Wasserwerks Quedlinburg auf der Südseite der Straße Am Schiffsbleek und ist im Quedlinburger Denkmalverzeichnis eingetragen.

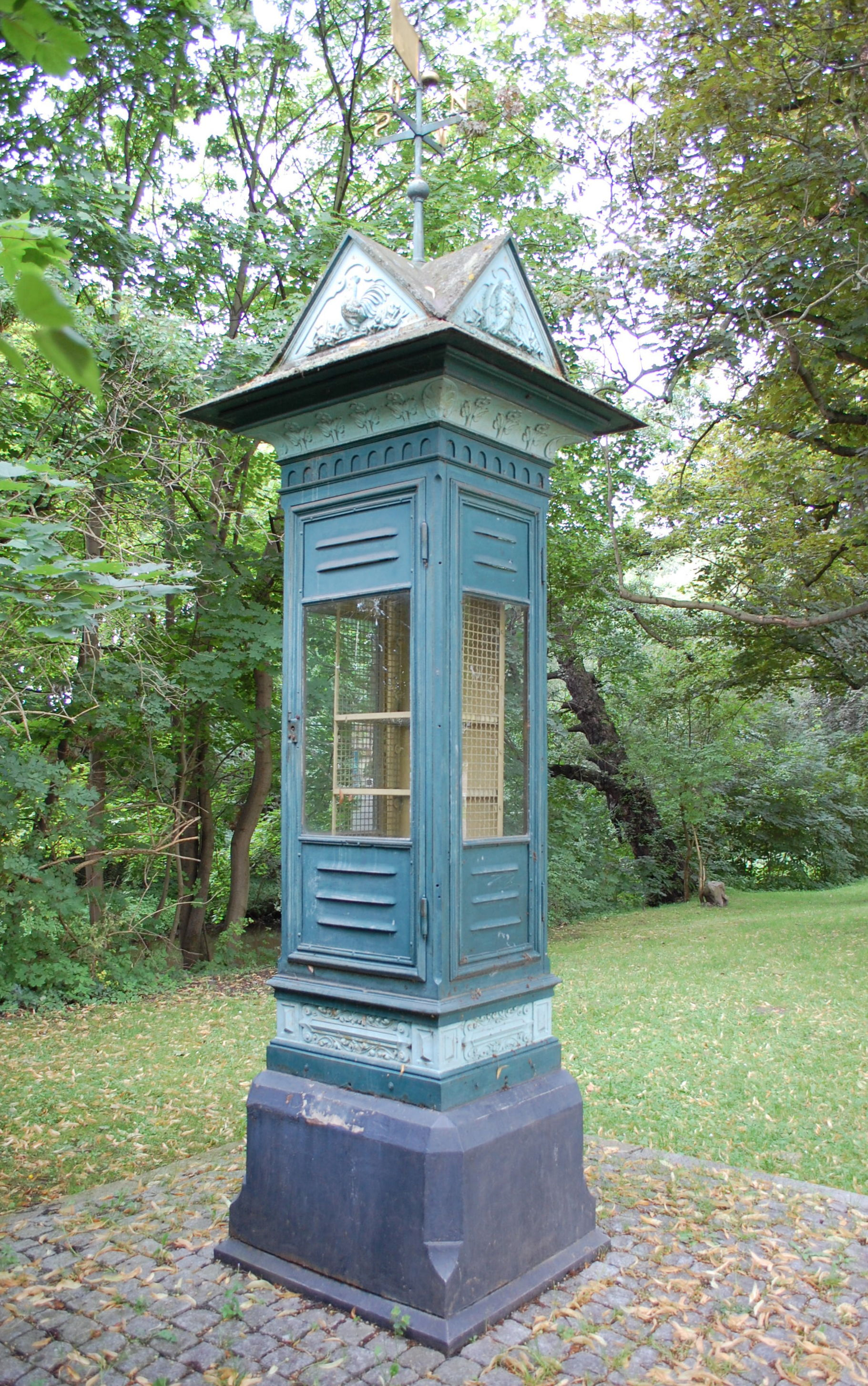
Wetterhäuschen

## Anlage
Das Wetterhäuschen stammt aus der Zeit um das Jahr 1900. Es besteht aus einem Pfeiler aus Gusseisen, der auf einem Sockel aus mit einer Fase versehenem Granit steht. Auf jeder der vier Seiten befinden sich Fenster, durch die die Instrumente im Inneren betrachtet werden konnten. Am Schaft finden sich schmückende Friese. In den zu jeder Himmelsrichtung zeigenden vier Giebelfeldern sind figürliche Reliefs eingearbeitet. Sie haben ikonographische Beziehungen zum Tagesverlauf und der Stadt Quedlinburg.